# Rio Magé
Rio Magé är ett vattendrag i Brasilien.   Det ligger i delstaten Rio de Janeiro, i den sydöstra delen av landet, 900 km sydost om huvudstaden Brasília.
I omgivningarna runt Rio Magé växer i huvudsak städsegrön lövskog. Runt Rio Magé är det mycket tätbefolkat, med 1 517 invånare per kvadratkilometer.